# Slop
Slop és un neologisme per definir el contingut brossa generat per intel·ligència artificial generativa. El terme sorgeix com a resposta a la proliferació massiva de contingut generat per models d'intel·ligència artificial. Aquests continguts no només omplen les plataformes d'informació inútil, sinó que també dificulten l'accés a continguts de qualitat, afectant la confiança dels usuaris en els motors de cerca i les xarxes socials. El terme no engloba qualsevol contingut creat amb intel·ligència artificial, sinó el que ha estat automatitzat sense supervisió humana, i que generalment tan sols té com a finalitat ser monetitzat d'alguna manera; inflant les visites a un lloc web, atraient seguidors, o diferenciant-se dels xatbots creats per satisfer necessitats concretes. La invenció dl terme slop s'atribueix al desenvolupador Simon Willison, segons seria reconegut al mitjà Tech Times. Fou àmpliament divulgat posteriorment en un article del diari britànic The Guardian escrit per Alex Hern i Dan Milmo, els quals es referiren a termes com l'spam pel correu brossa a les bústies de correu electrònic, el junk com a contingut molest a Internet, i llavors encunyaren el concepte slop per tot aquell contingut generat per intel·ligència artificial que no està pensat per respondre les preguntes i consultes dels usuaris sinó per distreure'l del seu objectiu i beneficiar-se amb ingressos publicitaris i dirigir-los cap a altres llocs no desitjats diferenciant-ho d'un xatbot programat per resoldre dubtes correctament. L'ús de continguts slop fa que els models d'intel·ligència acabin sent trivials per generar continguts automàticament tant siguin textos com imatges, i acaben donant qualsevol resultat malbaratant esforços i temps als usuaris.

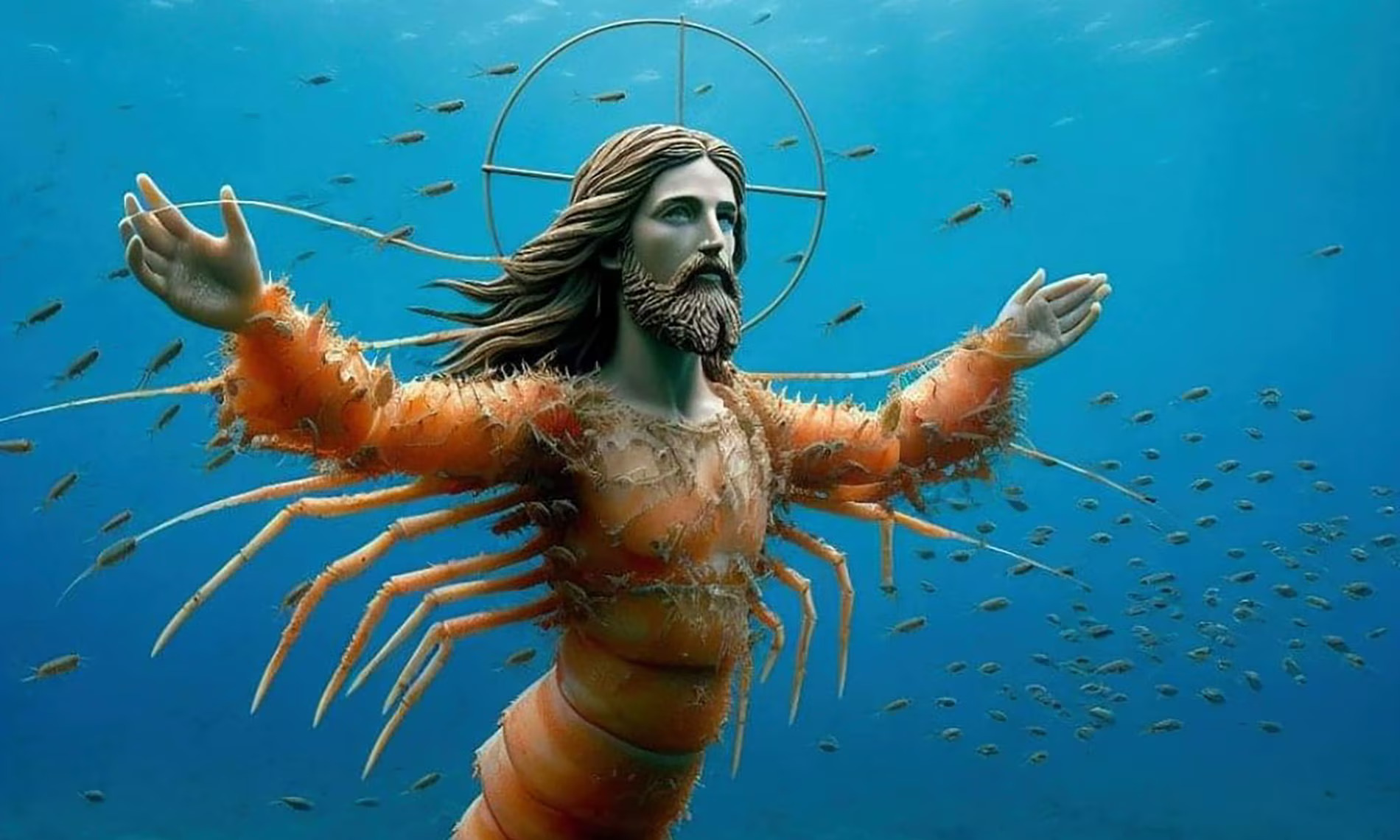
Un "Jesús gamba" penjat a Facebook i utilitzat com a exemple d'intel·ligència artificial per The Guardian.

Un exemple de slop són els llibres generats amb intel·ligència artificial que sense una revisió prèvia poden acabar publicats i divulgats amb informació perjudicial, com per exemple casos de manuals per boletaires que recomanaven espècies tòxiques no comestibles i letals. Altres exemples inclouen notícies falses generades automàticament que es difonen viralment per crear desinformació, així com les imatges generades amb IA que mostren escenes falses o absurdes, com el cas viral de 'Shrimp Jesus'. Aquests exemples destaquen la perillositat de no supervisar els continguts generats, ja que poden enganyar o fins i tot posar en perill la vida dels usuaris.
L'abús de la intel·ligència artificial i la generació d'aquest contingut slop alimenta el que s'anomena «internet zombie», tal com afirma l'expert en tecnologia Jason Koebler del mitjà 404 Media, convertint les xarxes socials en espais on es barregen «robots, humans i comptes que abans eren humans, però que ja no es barregen per formar un lloc web desastrós on hi ha poca connexió social». Una teoria molt similar a la «teoria de l'internet mort». Nick Clegg, president d'assumptes globals de l'empresa matriu de Facebook, Meta, ha declarat que les xarxes socials ja estan treballant els seus sistemes per detectar aquesta generació massiva de continguts per intel·ligències artificials.